# Josep Escrig i Font
Josep Escrig i Font (Sogorb, 1825 - Madrid, 1921) fou un advocat i polític valencià, diputat a les Corts Espanyoles durant la restauració borbònica.

## Biografia
Es llicencià en dret i formà part del Partit Moderat, amb el que fou nomenat tinent d'alcalde de Sogorb el 1852 i diputat provincial el 1852-1854. El 1854 fou elegit alcalde de Sogorb, fou deposat durant la revolució de 1854 i després del Bienni Progressista va recuperar el càrrec, que va ocupar fins al 1858. Fou elegit diputat a Corts per Sogorb el 1858, i diputat provincial el 1858-1860.
El 1863, 1864 i 1867 fou novament diputat a Corts espanyoles, regidor de Segorb i alcalde interí, càrrec que va deixar el l'octubre de 1864 quan fou nomenat alcalde-corregidor de València. Fou nomenat governador civil de la província de Castelló de març a maig de 1865 i de juliol de 1866 a setembre de 1868. Fou deposat amb l'esclat de la revolució de 1868. Després de la restauració borbònica es va vincular als cercles liberals i va ser elegit diputat pel districte de Sogorb a les eleccions generals espanyoles de 1876 i 1881. El gener de 1883 renuncià al seu escó quan fou nomenat governador civil de la província de València. Va ser governador civil de Salamanca fins al 1886, quan passà a ser-ho d'Ourense. Durant la dècada del 1890 fou un dels principals dirigents del caciquisme liberal castellonenc dirigit per Juan Navarro Reverter